# Luca Anania
Luca Anania (Milano, 21 giugno 1980) è un allenatore di calcio ed ex calciatore italiano, di ruolo portiere.

## Biografia
Suo fratello minore Matteo ha giocato come difensore.

## Carriera
Cresciuto nell'Inter, passa al Lecco nel 1999. Dopo diverse stagioni tra Serie B e C nel 2004 arriva il momento del debutto in Serie A con il Lecce, in Atalanta-Lecce 2-2. In quel campionato da vice di Sicignano colleziona 3 presenze in campionato e 4 in Coppa Italia. Nel settembre 2005 passa al Catanzaro in serie B e successivamente contribuisce al salto di categoria del Grosseto in cadetteria.
Dopo un breve passaggio nel Pavia, nel 2007 approda alla Pro Patria in cui viene schierato prima come titolare, poi come secondo. Nell'agosto del 2009 viene ingaggiato in prestito dal Ravenna, ma nell'estate 2010 ritorna per fine prestito alla Pro Patria. Il 14 luglio 2011 viene ufficializzato il suo trasferimento al Pescara, e torna sotto le direttive di Zdeněk Zeman, che lo aveva già allenato anni addietro sia nelle file dell'Avellino che in quelle del Lecce.
Inizialmente riserva, successivamente viene promosso titolare, conquistando a fine anno la promozione in Serie A con il club abruzzese. Il 30 agosto 2012 viene ceduto al Padova in uno scambio con l'altro estremo difensore Ivan Pelizzoli. Il 2 settembre 2013 passa al Livorno a titolo definitivo in Serie A nell'operazione che ha portato Luca Mazzoni a vestire la maglia biancoscudata.
Il 3 settembre 2014 viene messo sotto contratto dal Catania per sopperire all'infortunio di Pietro Terracciano, legandosi alla società per mezzo di un contratto annuale. Esordisce con gli etnei il 13 settembre nell'incontro perso per 1-0 contro il Perugia, sostituendo Alberto Frison per infortunio. Nel corso dell'incontro respinge un calcio di rigore a Rodrigo Taddei.
Data l'impossibilità di poter essere schierato nel corso della stagione a causa di un trauma distorsivo subito al ginocchio sinistro, il 17 novembre 2014 si accorda con la società per la rescissione consensuale del contratto. Poiché non riesce più a riprendere l'attività agonistica, appende al chiodo guantoni e scarpini diventando allenatore.

## Statistiche

### Presenze e reti nei club
| Stagione          | Squadra           | Campionato        | Campionato | Campionato | Coppe nazionali | Coppe nazionali | Coppe nazionali | Coppe continentali | Coppe continentali | Coppe continentali | Altre coppe | Altre coppe | Altre coppe | Totale | Totale |
| Stagione          | Squadra           | Comp              | Pres       | Reti       | Comp            | Pres            | Reti            | Comp               | Pres               | Reti               | Comp        | Pres        | Reti        | Pres   | Reti   |
| ----------------- | ----------------- | ----------------- | ---------- | ---------- | --------------- | --------------- | --------------- | ------------------ | ------------------ | ------------------ | ----------- | ----------- | ----------- | ------ | ------ |
| 1999-2000         | Lecco             | C1                | 8          | -8         | CI-C            | 0               | 0               | -                  | -                  | -                  | -           | -           | -           | 8      | -8     |
| 2000-2001         | Pro Sesto         | C2                | 10         | -14        | CI-C            | 0               | 0               | -                  | -                  | -                  | -           | -           | -           | 10     | -14    |
| 2001-2002         | Pro Vercelli      | C2                | 12         | -12        | CI-C            | 0               | 0               | -                  | -                  | -                  | -           | -           | -           | 12     | -12    |
| 2002-2003         | Avellino          | C1                | 0          | 0          | CI-C            | 0               | 0               | -                  | -                  | -                  | SL-C1       | 0           | 0           | 0      | 0      |
| 2003-2004         | Avellino          | B                 | 9          | -14        | CI              | 0               | 0               | -                  | -                  | -                  | -           | -           | -           | 9      | -14    |
| Totale Avellino   | Totale Avellino   | Totale Avellino   | 9          | -14        |                 | 0               | 0               |                    | -                  | -                  |             | 0           | 0           | 9      | -14    |
| 2004-2005         | Lecce             | A                 | 3          | -2         | CI              | 4               | -11             | -                  | -                  | -                  | -           | -           | -           | 7      | -13    |
| 2005-2006         | Catanzaro         | B                 | 8          | -13        | CI              | 0               | 0               | -                  | -                  | -                  | -           | -           | -           | 8      | -13    |
| 2006-gen. 2007    | Grosseto          | C1                | 10         | -9         | CI+CI-C         | 1+0             | -4              | -                  | -                  | -                  | -           | -           | -           | 11     | -13    |
| gen.-giu. 2007    | Pavia             | C1                | 13         | -19        | CI+CI-C         | -               | -               | -                  | -                  | -                  | -           | -           | -           | 13     | -19    |
| 2007-2008         | Pro Patria        | C1                | 30+2       | -28 + -2   | CI-C            | 0               | 0               | -                  | -                  | -                  | -           | -           | -           | 32     | -30    |
| 2008-2009         | Pro Patria        | 1D                | 31         | -25        | CI-LP           | 1               | 0               | -                  | -                  | -                  | -           | -           | -           | 32     | -25    |
| 2009-2010         | Ravenna           | 1D                | 30         | -32        | CI+CI-LP        | 1+0             | -1              | -                  | -                  | -                  | -           | -           | -           | 31     | -33    |
| 2010-2011         | Pro Patria        | 2D                | 20+3       | -23 + -6   | CI-LP           | 4               | -6              | -                  | -                  | -                  | -           | -           | -           | 27     | -35    |
| Totale Pro Patria | Totale Pro Patria | Totale Pro Patria | 81+5       | -76 + -8   |                 | 5               | -6              |                    | -                  | -                  |             | -           | -           | 91     | -90    |
| 2011-2012         | Pescara           | B                 | 37         | -45        | CI              | 0               | 0               | -                  | -                  | -                  | -           | -           | -           | 37     | -45    |
| 2012-2013         | Padova            | B                 | 19         | -24        | CI              | -               | -               | -                  | -                  | -                  | -           | -           | -           | 19     | -24    |
| 2013-2014         | Livorno           | A                 | 3          | -8         | CI              | -               | -               | -                  | -                  | -                  | -           | -           | -           | 3      | -8     |
| 2014-2015         | Catania           | B                 | 6          | -7         | CI              | -               | -               | -                  | -                  | -                  | -           | -           | -           | 6      | -7     |
| Totale carriera   | Totale carriera   | Totale carriera   | 249+5      | -283 + -8  |                 | 11              | -22             |                    | -                  | -                  |             | 0           | 0           | 265    | -313   |

## Palmarès

### Club

#### Competizioni nazionali
- Campionato italiano di Serie B: 1

Pescara: 2011-2012
- Serie C1: 1

Avellino: 2002-2003